# Birger Var
Birger Var (30 de junio de 1893-22 de marzo de 1970) fue un deportista noruego que compitió en remo. Participó en los Juegos Olímpicos de Amberes 1920, obteniendo una medalla de bronce en la prueba de cuatro con timonel.

## Palmarés internacional
| Juegos Olímpicos | Juegos Olímpicos  | Juegos Olímpicos  | Juegos Olímpicos   |
| Año              | Lugar             | Medalla           | Prueba             |
| ---------------- | ----------------- | ----------------- | ------------------ |
| 1920             | Amberes (Bélgica) | Medalla de bronce | Cuatro con timonel |